# Karenites
Karenites — вимерлий рід тероцефалових терапсид пізньої пермі Росії. Єдиний вид — Karenites ornamentatus, названий у 1995 р. Кілька викопних екземплярів відомі з м. Котельніч Кіровської області.

## Опис
Karenites відомі з часткового голотипного скелета, двох часткових черепів і окремих щелепних кісток. Попри те, що черепи неповні, черепи зберігають невеликі та делікатні структури, такі як носові раковини на внутрішній стороні черепа та стремінце вуха. Череп каренітів має довжину близько 10 сантиметрів, причому морда набагато довша за скроневу область черепа за очними западинами. При погляді зверху череп трикутної форми. Морда широка, а череп розширюється до потилиці або заднього краю. Два великих отвори позаду очниці, які називаються скроневими вікнами, займають більшу частину задньої частини черепа. Є вузький сагітальний гребінь. Попереду цього гребеня кістки даху черепа слабко порізані з невеликими горбиками та виступами для кровоносних судин.
На кожній стороні верхньої щелепи знаходяться п'ять різців, два-три передніх зуба, одне ікло і одинадцять-дванадцять задніх зубів. Різці і передні кутні зуби довгі, тонкі, злегка зігнуті, відокремлені один від одного невеликою щілиною. Ікло набагато довше, виступає трохи вперед від зубної лунки і вигинається назад уздовж довжини. На нижній щелепі є три маленькі різці, трохи нахилені вперед, великий ікло, що виступає вгору, і тринадцять маленьких тупих задніх зубів.